# 상 주스트
상 주스트(Saint Just)는 나폴리에서 결성된 록 밴드이다. 루이 앙투안 레옹 드 생쥐스트에게서 따온 이름이다.

## 역사
1973년에 제니 소렌티(v), 토니 그린(g, b, v), 로베르트 픽스(sax)의 트리오로 결성되었다. 여성보컬을 중심으로 한 밴드다. 제니 소렌티는 싱어송라이터 알란 소렌티의 여동생이다.
1집 Saint Just는 알란 소렌티를 비롯해 여러 게스트가 참여해 녹음했는데 클래식과 팝이 잘 융합된 프로그레시브 록 작품이었다. 몽롱한 싸이키 포크를 지향했지만 공연에서 앨범의 분위기를 살려내진 못했다.
멤버를 대폭 보강하여 2집 앨범을 냈고 1집에 비해 좀 더 록 지향적이었으며 역시 수준높은 앨범이었으나 곧 밴드는 해산했다.
제니의 솔로 1집은 상 주스트의 동료들과 PFM, RRR 출신들의 멤버들이 도와주어 완성도 높은 음반이 되었다. 밴드시절과는 달리 곡 지향적이며, 여성 솔로 가수로서의 앨범이다.
이후 제니 소렌티는 솔로 명의로 몇장의 앨범을 발매했으며 70년대 작품들은 높은 평가를 받았다. 제니 소렌티는 2011년에 전혀 다른 멤버로 밴드를 재구성해 상 주스트 어게인이라는 이름으로 앨범을 발표했다.

## 앨범 목록
- Saint Just (1973)
- La casa del lago (1974)
- Prog Explosion (2011) (as Saint Just Again)

Jenny Sorrenti
- Suspiro (1976) (Harvest Records  3C 064 - 18174)
- Jenny Sorrenti (1979) (album) (RCA Italiana PL 31425)
- Medieval Zone (2001)
- Com'è grande Enfermidade (2004) (Polosud Records PS054)
- Burattina (2009)